# Djavakheti (massif)
Ne doit pas être confondu avec Samtskhé-Djavakhétie.
Le Djavakheti (en arménien Ջավախքի լեռնաշխթա ; en géorgien ჯავახეთის ქედი), aussi appelé Kechut, est un massif montagneux du Petit Caucase. Le massif se situe en moyenne à 2 200-2 600 mètres d'altitude. Son point culminant est l'Achkasar à 3 196 mètres d'altitude, dans la région de Lorri, dans le Nord de l'Arménie.

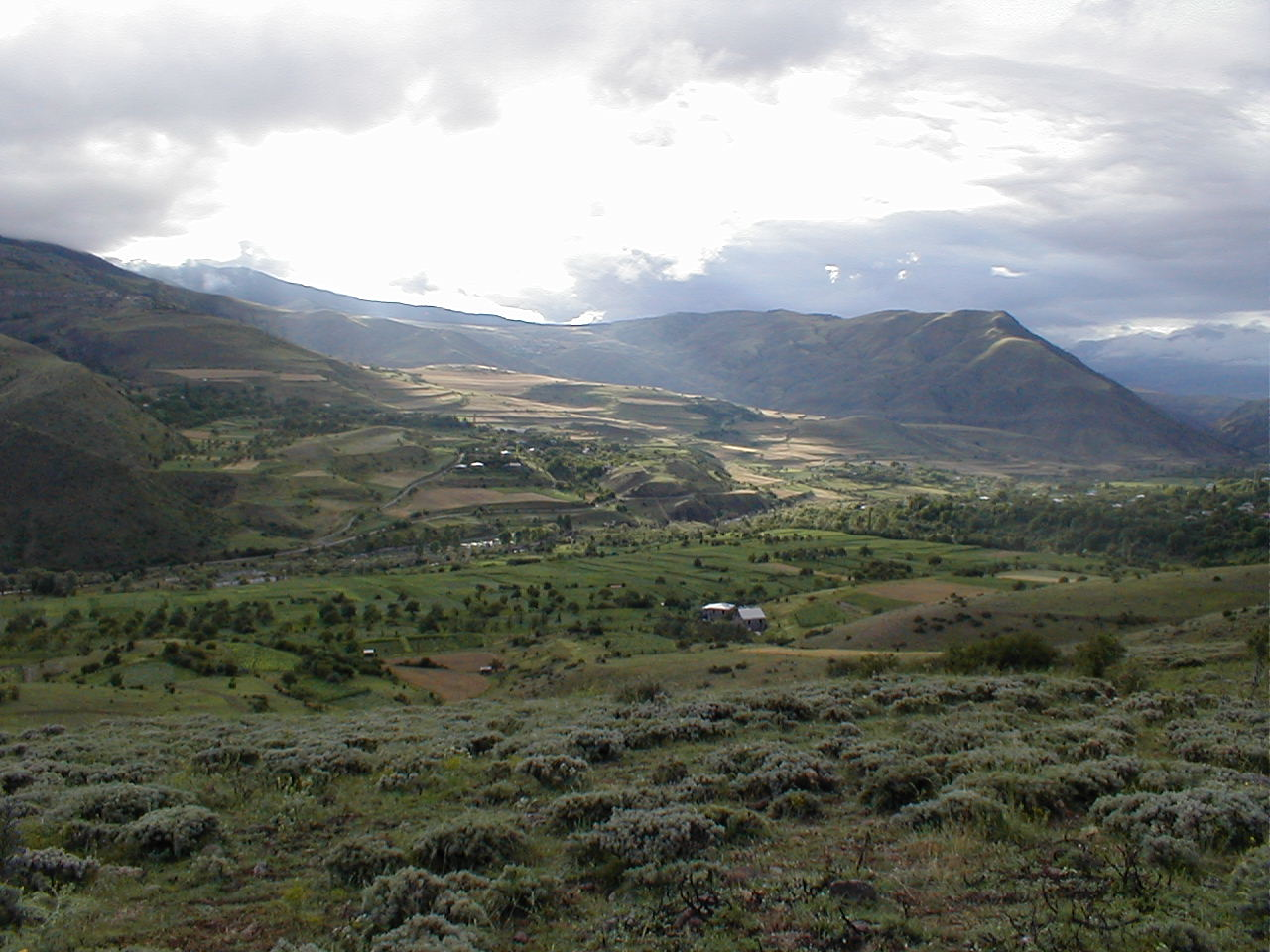
Paysage du Djavakheti.